# Силвестър Джаспър
Силвестър Александър Джаспър е българо-нигерийски футболист, нападател, роден в Англия. Играе за сръбския първодивизионен отбор Железничар Панчево.

## Кариера
Джаспър започва да тренира футбол в Куинс Парк Рейнджърс на 9-годишна възраст и се премества във Фулъм 2 години по-късно. През януари 2020 г. той прави своя професионален дебют за отбора в мач за ФА Къп срещу Манчестър Сити. На 25 август 2020 г. Джаспър подписва първия си професионален договор с Фулъм.
На 4 август 2021 г. Джаспър преминава в Колчестър Юнайтед от Английска втора футболна лига под наем до януари 2022 г. Той прави дебют от резервната скамейка на 7 август при равенството 0:0 на Колчестър с Карлайл Юнайтед.
На 31 януари 2022 г. Джаспър преминава в шотландския клуб Хибърниън под наем до края на сезона, като е включена опция за закупуване. Джаспър изиграва 16 мача, но не подписва за постоянно.
На 1 септември 2022 г. Джаспър подписва с клуба от Английска първа футболна лига Бристъл Роувърс под наем за сезон 2022/23. Дебютира два дни по-късно като резерва през второто полувреме при равенство 2:2 с Моркам.

### Национален отбор
Джаспър е роден в Англия с баща нигериец и майка българка, което му дава право да представлява трите страни в международен план. През 2016 г. той представлява Англия на юношеско ниво до 15 години.
На 2 ноември 2021 г. Джаспър получава първата си повиквателна за отбора на България до 21 години за квалификационните мачове за Европейското първенство за младежи през 2023 г. срещу отборите на Нидерландия до 21 г. и Молдова до 21 г. Той прави своя дебют за отбора в мача срещу Нидерландия.

## Личен живот
Учи в римокатолическия колеж "Сейнт Ричард Рейнолдс" в Туикенъм от 2013 до 2017 г.
Майка му е българка, а баща му е нигериец, като преди това живее в България. Прачичо на Джаспър по майчина линия е легендарният играч на Марек (Дупница) Сашо Паргов, а Ивайло Паргов е негов чичо.